# Fulgora pyraloides
Fulgora pyraloides är en insektsart som först beskrevs av Olivier 1791.  Fulgora pyraloides ingår i släktet Fulgora och familjen Flatidae. Inga underarter finns listade i Catalogue of Life.